# Catspaw-Gletscher
Der Catspaw-Gletscher (von englisch catspaw ‚Katzenpfote‘) ist ein kleiner Gletscher im ostantarktischen Viktorialand. Er fließt unmittelbar westlich des Stocking-Gletschers in südlicher Richtung von den Hängen nördlich des Taylor Valley.
Den deskriptiven Namen erhielt der Gletscher vom britischen Geographen Thomas Griffith Taylor (1880–1963), Teilnehmer der Terra-Nova-Expedition (1910–1913).